# Едвард Гок, 1-й барон Гок
Едвард Гок, 1-й барон Гок (21 лютого 1705, Лондон — 16 жовтня 1781, Санбері-на-Темзі) — британський військовий і політик, адмірал Королівського флоту, переможець битви в затоці Кіберон.
Був сином адвоката Едварда Гока. Приєднався до флоту в 1720 році, а бойове хрещення здобув у битві при Тулоні в 1744 році. У 1747 році йому було присвоєно звання контр-адмірала. Того ж року під час Другої битви під Фіністерре він захопив шість французьких кораблів. Після початку Семирічної війни в 1756 році він став новим командувачем Середземноморського флоту.
У 1757 році Гок здійснив морську блокаду Рошфора, а в 1759 р. його флот заблокував Брест. Після шестимісячної блокади шторм змусив англійський флот покинути свої позиції. Цим скористалися французами, які вивели свій флот у море з наміром вторгнення на Британські острови. 20 листопада 1759 року Гок наздогнав французький флот у затоці Кіберон і домігся повної перемоги, яка в поєднанні з успіхом адмірала Едварда Боскавена коло Лагоса забезпечила Великій Британії контроль над морями.
Гок звільнився з активної служби в листопаді 1765 році і був удостоєний почесного звання віце-адмірала Великої Британії. З 1747 року він був депутатом палати громад від округу Портсмут. У грудні 1766 року Гока було призначено першим лордом Адміралтейства і він був на цій посаді до січня 1771 року. У 1776 році він був удостоєний титулу 1-го барона Гока і засідав у Палаті лордів. На старість він жив в основному в домі Свейтлінґ поблизу Саутгемптона, а помер у Санбері-на-Темзі в 1781 році.
Гок був одружений з Кетрін Брук. Їх старший син Мартін успадкував титул барона після смерті батька.

## Зовнішні посилання
- 1911encyclopedia.org
- 164/000101858 на сайті Notable Names Database (англ.)